# Phaonia marginata
Phaonia marginata este o specie de muște din genul Phaonia, familia Muscidae, descrisă de Stein în anul 1918.
Este endemică în Peru. Conform Catalogue of Life specia Phaonia marginata nu are subspecii cunoscute.